# Busto de William H. English
El Busto de William H. English (inglés: Bust of William H. English.) es una obra de arte público de un artista desconocido, que se encuentra en un nicho en el tercer piso de la Cámara Legislativa de Indiana, que se encuentra en la ciudad de Indianápolis, en el estado de Indiana, en los Estados Unidos de América. 
. Este busto de mármol se dedica a Indiana legislador William H. English. La inscripción tallada en la parte frontal del pedestal dice lo siguiente:
"William H. English Portavoz de la cámara de representantes sesión de 1851-1852"
La escultura está encima de un gran pedestal. Él personaje está llevando un smoking, chaleco, chaqueta y camisa de esmoquin. Tiene una frente pesada, bigote y barba. Su pelo se divide a la derecha apropiadamente.